# 班巴里
班巴里是中非共和國南部的城鎮，也是瓦卡省的首府，鎮內有機場設施，海拔高度465米，2003年人口41,356。雖然班巴里附近蘊藏著大量鐵礦，但由於遠離大海且沒有鐵路系統短，因此當局不會短時間內開採。2023年3月，该地发生班巴里镇金矿屠杀事件。

## 外部連結
- MSN Map - elevation = 465m[永久]

05°46′N 20°41′E / 5.767°N 20.683°E